# 76 a.C.

## Eventos
- 176a olimpíada; Dião de Ciparisso, vencedor do estádio.
- Cneu Otávio e Caio Escribônio Curião, cônsules romanos.
- Quinto ano da Guerra de Sertório contra Metelo Pio e Pompeu na península Ibérica.
  - Pompeu chega na Hispânia e, apesar de algumas vitórias contra os subordinados de Sertório, foi forçado a recuar quando enfrentou o próprio Sertório.
  - Lúcio Hirtuleio foi atraído para a península Itálica e acabou derrotado por Metelo Pio.